# Skróty zakonne (zakony żeńskie)
Alfabetyczny wykaz skrótów nazw żeńskich zakonów, zgromadzeń  i wspólnot katolickich.

## Indeks
A – B – C – D – E – F – G – H – I – J – K – L – Ł – M – N – O – P – R – S – Ś – T – U – V - W – Z – Ż - Zobacz też

### A
- ABMV – Służebniczki starowiejskie
- AI – siostry Sługi Jezusa
- AM - służebniczki śląskie
- AP – apostolinki
- AR – służebnice wynagrodzicielki
- ASC – adoratorki Krwi Chrystusa

### C
- CBSR – benedyktynki obliczanki (Zgromadzenie Sióstr Benedyktynek od Wynagrodzenia Najświętszemu Obliczu Chrystusa Pana)
- CDC – siostry Bożego Serca Jezusa
- CF – zawierzanki
- CFSF – córki św. Franciszka Serafickiego
- CFSMI – franciszkanki Rycerstwa Niepokalanej
- CHR – jadwiżanki wawelskie
- CM – karmelitanki misjonarki[1], córki Maryi
- CMBB – serafitki
- CMT – karmelitanki misjonarki terezjanki
- CP – pasjonistki, pasjonistki św. Pawła
- CPA – klaryski od wieczystej Adoracji
- CR – zmartwychwstanki
- CSA – siostry od Aniołów
- CSAFA – antonianki
- CSASS, SOS – antoninki
- CSC – katarzynki
- CSCI – pocieszycielki
- CSCIJ – karmelitanki Dzieciątka Jezus
- CSDC – uczennice Krzyża (Wspólnota Sióstr Uczennic Krzyża)
- CSDP – pasterki
- CSF – franciszkanki z Orlika, franciszkanki Przemienienia Pańskiego
- CSFAA – franciszkanki od Cierpiących
- CSFB – betanki
- CSFM – franciszkanki Rodziny Maryi
- CSFN – nazaretanki
- CSGB – baptystynki
- CSIC – niepokalanki
- CSL – Zgromadzenie Sióstr Matki Bożej Loretańskiej
- CSMM – magdalenki
- CSNJ – marylki (siostry Imienia Jezusa)
- CSP – pasjonistki
- CSS – kanoniczki Ducha Świętego
- CSSBVMI – służki z Mariówki
- CSSE – elżbietanki
- CSSF – felicjanki
- CSSH – jadwiżanki
- CSSJ – józefitki, Zgromadzenie Sióstr św. Józefa
- CSSMA – michalitki
- CST – terezjanki

### F
- FDC – córki Bożej Miłości
- FdCC – kanosjanki
- FMA – salezjanki
- FMM – franciszkanki misjonarki
- FRM – franciszkanki Rodziny Maryi
- FSC – kamilianki
- FSP – paulistki
- FSK – siostry franciszkanki Służebnice Krzyża

### H
- HSC – siostry szpitalne

### I
- IBVM - siostry Loreto, Instytut Błogosławionej Dziewicy Maryi

### M
- MC – misjonarki Konsolaty
- MC – misjonarki Miłości
- MC – Misjonarki św. Antoniego Marii Klareta
- MChR – misjonarki Chrystusa Króla
- MdS – Unia Świętej Katarzyny ze Sieny Misjonarek Szkoły, misjonarki Szkoły
- MSC – misjonarki Krwi Chrystusa
- MSF – misjonarki Świętej Rodziny
- MSOLA – białe siostry (Missionary Sisters of Our Lady of Africa)

### N
- NDS – siostry Matki Bożej Syjonu

### O
- OCD – karmelitanki bose
- OCPA – klaryski od wieczystej Adoracji
- OMVI – urszulanki Maryi Panny Niepokalanej z Gandino
- OP – dominikanki
- OP – mniszki Zakonu Kaznodziejskiego (dominikanki klauzurowe)
- OP – Unia Świętej Katarzyny ze Sieny Misjonarek Szkoły
- OP/CSDMR – dominikanki Matki Bożej Różańcowej
- OPraem – norbertanki
- OSA – augustianki
- OSSA – anuncjatki niebieskie, "błękitne siostry"
- OSB – benedyktynki
- OSBap – benedyktynki sakramentki
- OSBCam – kamedułki
- OSBM – bazylianki
- OSBM – benedyktynki misjonarki
- OSBSam – Zgromadzenie Sióstr Benedyktynek Samarytanek Krzyża Chrystusowego
- OSC – klaryski
- OSCCap – klaryski kapucynki
- OSE – elżbietanki cieszyńskie
- OSF – franciszkanki szpitalne
- OSFB – bernardynki
- OSJ – oblatki Serca Jezusa
- OSsR – redemptorystki
- OSSS, OSS alv – brygidki
- OSU – urszulanki Unii Rzymskiej
- OV – dziewice konsekrowane (ordo virginum)
- OVd  – wdowy konsekrowane (ordo viduarum)
- OVE – eremici (ordo vitae eremiticae)
- OVM – anuncjatki, Zakon Najświętszej Maryi Panny

### P
- PDDM – uczennice Boskiego Mistrza

### R
- RM – franciszkanki Rodziny Maryi
- RMI – siostry Maryi Niepokalanej Misjonarki Klaretynki[2]
- RSCJ, RSCI – siostry Najświętszego Serca Jezusa (Sacré Cœur) (sercanki)

### S
- SAC – pallotynki
- SAI, AI – przyjaciele Jezusa
- SAPU, ZSAPU – albertynki
- SCB – boromeuszki
- SchP – pijarki
- SDP – siostry Opatrzności Bożej
- SDS – salwatorianki
- SFB – siostry Świętej Rodziny z Bordeaux
- SFSC – franciszkanki od św. Klary
- SIC – niepokalanki
- SJE – eucharystki
- SBDNP – służebniczki dębickie
- SL - Suore di Loreto ai Piedi della Croce
- SM – szarytki
- SMI – siostry Maryi Niepokalanej
- SMMI – maksymilianki
- SMMM, PSMC – orionistki
- SNJM – siostry Świętych Imion Jezusa i Maryi
- SOPB – benedyktynki oblatki
- SPPC – klawerianki
- SSCJ – Zgromadzenie Służebnic Najświętszego Serca Jezusowego (sercanki)
- SSMMK – siostry Maryi Matki Kapłanów
- SSND – siostry Notre Dame
- SSPC – klawerianki
- SSpS – werbistki
- SSpSAP – służebnice Ducha Świętego od Wieczystej Adoracji
- SZJ – Sługi Jezusa

### U
- USJK – urszulanki szare

### V
- VSM – wizytki

### Z
- ZDCh – siostry Najświętszej Duszy Chrystusowej
- ZMBM – siostry Matki Bożej Miłosierdzia
- ZSJM – faustynki
- ZSMBA – siostry Matki Bożej Anielskiej
- ZSNM – siostry Wspólnej Pracy